# Rosamond Harding
Rosamond Evelyn Mary Harding (* 6. April 1898 in Doddington, Cambridgeshire; † 6. Mai 1982 in Southwold, Suffolk) war eine britische Privatgelehrte und Sammlerin von Musikinstrumenten, insbesondere Klavieren. Ohne einen Studienabschluss zu haben, legte sie eine Studie über die Geschichte früher Klaviere von ca. 1700 bis 1851 vor, mit der sie zum Ph. D. promovierte. Ihr Name ist seither allen wohlbekannt, die die Geschichte des Klaviers studieren.
1933 publizierte sie die Schrift The Piano-Forte: Its History Traced to the Great Exhibition of 1851 (Das Pianoforte. Seine Geschichte bis zur Großen Industrieausstellung von 1851). Diese Studie war dem Stand der sonstigen musikalischen Forschung so weit voraus, dass sie für mehr als 50 Jahre den Standard der Klavierforschung setzte.

## Leben
Über ihr Leben ist wenig bekannt. Als Michael Cole über sie zu forschen begann, schien niemand sie gekannt zu haben, niemand sich mit ihr jemals getroffen zu haben oder an ein Treffen mit ihr eine Erinnerung bewahrt zu haben. Die Galpin Society, eine Gesellschaft zur Erforschung von Musikinstrumenten, publizierte im Galpin Society Journal 2007 eine grundlegende Zusammenstellung ihrer Lebensdaten.
1898 wurde Rosamond Evelyn Mary Harding in Doddington nahe March in Cambridgeshire als erstes Kind von Ambrose und Adela Harding geboren. Rosamond war ein Jahr alt, als ihre Familie zum Histon Manor nach Cambridge umzog. Hier lebte sie 28 Jahre lang bis 1927. Ihr Vater gab ihr Privatunterricht; sie besuchte keine Schule.
Ihr einziger Bruder Thomas wurde 1906 geboren. Thomas war behindert und war daher nicht als Erbe vorgesehen. So lebte Rosamond ihre Kindheit in relativer Isolation. 1922 schrieb sie sich am Newnham College ein, um Musik zu studieren. 1925 beendete sie ihr Studium („undergraduate course“) ohne einen formalen Abschluss. Die Gründe für den nicht absolvierten Abschluss sind unbekannt.
1927 erbte die Familie nach dem Tode des Großvaters Colonel T. Walter Harding, ehemaliger Bürgermeister („Lord Mayor“) von Leeds, das Gut Madingley Hall, das ca. 1543 erbaut worden war, und zog dort ein. Im gleichen Jahr begann Rosamond Harding ihre Studien zur Geschichte des Klavierbaus. Die Betreuung ihrer Arbeit lag bei Professor Dent.
Ihr Vater brachte für Rosamond Harding den Lebensunterhalt auf.
1931 schloss Rosamond Harding ihre Thesis ab: „The Pianoforte ― its history traced to the Great Industrial Exhibition, 1851“. Sie erhielt hierfür den Grad des Ph.D. verliehen.
Ihr Vater Ambrose Harding gründete 1933 eine Stiftung, um ihre Arbeit in Druck zu bringen, die mit winzigen Änderungen und mit Auslassung einiger ihrer Zeichnungen dann bei Cambridge University Press erfolgte. Rosamond Harding gab in der Folge auch ein sehr frühes Klaviermusikwerk in einer Neuauflage heraus: Lodovico Giustini hatte bereits 1732 zwölf Sonaten für Klavier geschrieben. Bei einem Konzert am Newnham College wurden diese Sonaten und einige Stücke des achtzehnten Jahrhunderts auf einem Tafelklavier aus der Sammlung von Rosamond Harding neu aufgeführt, einem Longman & Broderip. Dies war möglicherweise das allererste Konzert auf einem Tafelklavier im 20. Jahrhundert.
Tafelklaviere waren um 1850 in Europa aufgrund ihrer klanglichen und wartungstechnischen Nachteile aus der Herstellung verschwunden. Sie waren noch bis ca. 1890 in den USA in Privathaushalten en vogue, bis das Hochklavier (Pianino, „upright“) sie vollkommen verdrängt hatte.
Rosamond Harding erwarb 1936 ihre Pilotenlizenz. Sie hatte auf Leichtflugzeugen 136 Flugstunden festgehalten.
Bis 1937 hatten sich nur 93 Kopien ihrer Arbeit über die Klaviergeschichte verkauft. Sie reduzierte den Preis ihres Buches von 2,10 £ auf 1,10 £, aber das Buch verkaufte sich weiter sehr schleppend. 1939 bewarb sich Rosamond Harding als Pilotin für den Kriegsdienst, wurde aber abgelehnt, wie es auch anderen Pilotinnen und qualifizierten Akademikerinnen erging. Sie wurde dann 1940 Luftraumüberwacherin in Cambridge.
1940 publizierte sie ein weiteres Buch: „An Anatomy of Inspiration“. Dieses Buch war wesentlich erfolgreicher; die Erstauflage war binnen eines Jahres ausverkauft.
Ihre beiden Elternteile starben im Jahr 1942. Rosamond Harding verkaufte die letzten vier Exemplare ihres Buchs zur Klaviergeschichte zu einem Preis von je 14 Shilling. Man nimmt an, dass sie von diesem Buch weniger als 220 Exemplare verkaufte. Ihr erstes Gedicht publizierte sie 1945 in dem Magazin „Poetry of Today“.
Rosamond Harding lebte mit ihrem behinderten Bruder Tom bis 1948 weiter in Madingley Hall von dem Vermögen ihres Vaters. Die Testamentsvollstrecker betrieben jedoch einen Verkauf des Hauses an die Universität Cambridge. Madingley Hall ist heute für die Universität in Gebrauch, für das „Department of Continuing Education“. Ein Teil des Grundstücks wurde für den Amerikanischen Friedhof genutzt.
1949 mietete Rosamond Harding Icomb Place, ein uraltes Haus bei Stow-on-the-Wold, wohin sie umzog und auch ihre große Sammlung von Musikinstrumenten verbrachte. 1954 endete ihre Mietzeit für Icomb Place, und sie verkaufte einige ihrer Instrumente im Dezember bei Sotheby’s. Unter diesen Instrumenten war ein Tafelklavier von Zumpe & Buntebart aus dem Jahr 1769, weiter ein italienisches Cembalo, erbaut um ca. 1700, und eine außerordentlich gute Bass-Viola von Henry Jaye.
1967 kam die vierte Auflage der „Anatomy of Inspiration“ heraus, wurde jedoch kritisch aufgenommen.
Vierzig Jahre nach der Erstausgabe kam 1973 bei Da Capo Press in New York City ein unlizenzierter Nachdruck ihrer Klavierhistorie heraus. Rosamond Harding war nicht eingebunden gewesen, wurde für ihre Arbeit nicht bezahlt und sie war über diese Umtriebe alles andere als erfreut. Weil aber das amerikanische Urheberrecht keine Entschädigung für geprellte Autoren vorsah und somit keine Erträge zu erzielen waren, erhob sie keine kostenpflichtige Klage in New York und beließ es bei einer Notiz in der Times, in der sie ihren Unmut kundgab.
Die lange erwartete zweite Auflage ihres Klavierbuches kam schließlich heraus, aber sie entpuppte sich als ein Foto-Reprint, in dem nur sehr wenige Dinge verändert waren. Etliche ernste Fehler blieben in dieser Auflage unkorrigiert. Mit ihrem Lebensalter von nunmehr 80 Jahren, und seit Jahren aus der Forschung zu dem Thema Klaviere ausgekoppelt, war Rosamond Harding diesen Aufgaben nicht mehr gewachsen.
Rosamond Harding starb 1982 in ihrem Haus in Southwold, Suffolk. Das Haus, in dem sie zuletzt wohnte, ist nunmehr ein Ferienhaus.
In ihrem Testament vermachte sie ihre Instrumentensammlung dem Royal Albert Museum, aber das Angebot wurde ausgeschlagen.
Posthum erschien der Zweitdruck ihrer zweiten Ausgabe des Pianoforte-Buches.

## Veröffentlichungen
- The Piano-Forte: Its History Traced to the Great Exhibition of 1851, Cambridge: University Press 1933
- Twelve Piano-Forte Sonatas of L. Giustini di Pistoia (1732). Edited in facsimile with Preface and Notes, Cambridge: University Press 1933
- Towards a Law of Creative Thought, London: Kegan Paul, Trench, Trubner & Co. 1936
- Origins of Musical Time and Expression, London: Oxford University Press 1938
- An Anatomy of Inspiration, Cambridge: W. Heffer & Sons Ltd. 1940
- A Thematic Catalogue of the Works of Matthew Locke with a Calendar of the Main Events of his Life, Oxford 1971